# اسکار شونفلدر
اسکار شونفلدر (انگلیسی: Oscar Schönfelder؛ زادهٔ ۵ فوریهٔ ۲۰۰۱) بازیکن فوتبال اهل آلمان است.
وی همچنین در تیم‌های ملی فوتبال Germany national under-16 football team، جوانان آلمان، جوانان آلمان، و جوانان آلمان بازی کرده‌است.